# Spring Glen
Spring Glen è un census-designated place (CDP) degli Stati Uniti d'America, situato nello Stato dello Utah, nella contea di Carbon. Secondo il censimento del 2020 gli abitanti di Spring Glen ammontavano a 1 054.